# Estacionario
El estacionario (en latín, stacionarius) era la persona encargada de gestionar en las universidades de la Baja Edad Media el sistema de copiado de manuscritos por pecias.
Herederos de los monjes copistas de los scriptorium de los monasterios de la Alta Edad Media, el sistema se amolda a una época donde se revitaliza la producción y el comercio de libros, por la gran demanda libraria del profesorado y estudiantes universitarios y se crean las figuras de los estacionarios y las tiendas gestionadas por ellos, las estaciones (como talleres de copia y librerías).
La colección original de pecias de un libro, en que se iban a basar todas las futuras copias, se llamaba ejemplar (exemplar). El proceso para confeccionar un ejemplar estaba normalizado: Los profesores de los estudios generales se reunían antes de comenzar el curso para decidir los textos que se debían incluir en cada materia. Una vez aprobados compilaban cada obra, la editaban y corregían. Una vez obtenido el texto final ("el ejemplar"), se lo entregaban en depósito al estacionario, que a su vez lo copiaba en pecias, corrigiéndolas frente al texto original con el mayor cuidado. Finalmente, las entregaba a delegados de la propia universidad para su comprobación final, aprobación y fijación del precio para su alquiler. Sólo a partir de entonces las pecias estaban disponibles para su alquiler y copiado.
Las funciones del estacionario continuaban con el alquiler de las pecias y la búsqueda y oferta de trabajos que pensaba serían más demandados. Esta presión sobre los estacionarios les llevaba a adquirir ejemplares en buen estado y en el menor tiempo posible. Al final, en muchos casos, se hacía más hincapié en la rapidez de la adquisición que en la calidad del producto. Si un determinado trabajo parecía que podría convertirse en un superventas, el estacionario hacía una copia de los mejores textos disponibles en ese momento, y disponía en el menor tiempo posible de su ejemplar-pecia corregido. A veces, el estacionario solicitaba el texto, haciendo de editor, y en otras ocasiones, era el propio autor el que ofrecía su obra recién terminada al estacionario, pero en este caso no era la universidad como entidad oficial la que hacía las peticiones de lo que iba a ser ofrecido.
Se tiene constancia de la figura del estacionario en España ya desde las primeras universidades, como en la de Salamanca, donde está contemplado en sus estatutos. En las Siete partidas del rey Alfonso X el Sabio, datado en c. 1254 se decía:

Otrosí mando e tengo por bien que haya un estacionario, e yo que le de cien maravedís, e él que tenga los exemplarios buenos e correchos.

Como los Estudios Generales deven aver estacionarios, que tengan tiendas de libros para exemplarios.
Ley XI